# Braunsztyn
Braunsztyn – najważniejsza ruda manganu zawierająca głównie tlenek manganu(IV) (MnO2). Występuje razem z rudami żelaza (wytapia się je razem, otrzymując żelazomangan). Minerały: piroluzyt, polionit, psylomelan.
Główne złoża braunsztynu występują na Uralu, w Indiach i w południowej Afryce.
Jest stosowany w przemyśle elektrochemicznym, do wyrobu i barwienia szkła, farb, utleniania kwasu solnego oraz jako depolaryzator w ogniwach galwanicznych.